# Elvire de Bavière
La princesse Elvire Alexandrine Marie Cécile Claire Eugénie de Bavière est un membre de la maison de Wittelsbach, née le 22 novembre 1868 à Munich et morte le 1er avril 1943 à Vienne (Autriche).

## Biographie

### Famille
Elvire de Bavière est née en 1868. Petite-fille du roi Louis Ier de Bavière, la princesse est la fille du prince Adalbert de Bavière, oncle du roi Louis II de Bavière (1845-1886) et de l'infante Amélie d'Espagne, une cousine germaine et belle sœur de la reine d'Espagne Isabelle II. 
La princesse est la quatrième d'une fratrie de cinq. Son frère aîné Louis-Ferdinand de Bavière épouse en 1882 sa cousine l'infante Paz d'Espagne, fille de la reine Isabelle II. Son second frère, Alphonse de Bavière, après avoir en vain convoité la main de sa cousine l'archiduchesse Marie-Valérie, épouse en 1891 une autre cousine la princesse Louise d'Orléans, une petite-fille du roi des Français Louis-Philippe Ier, fille de Ferdinand d'Orléans (1844-1910), duc d'Alençon et de la duchesse née Sophie-Charlotte en Bavière, sœur de l'impératrice d'Autriche. L'aînée des sœurs la princesse Élisabeth de Bavière (1863-1924) épouse en 1881 le prince Thomas de Savoie, duc de Gênes, frère de la reine Marguerite d'Italie. La princesse Claire, benjamine de la fratrie reste célibataire. 
La princesse perd son père en 1875 à l'âge de 7 ans. Très proche de sa famille espagnole, la princesse Amélie meurt en 1905.
En 1886, le roi Louis II est déposé, son frère, Othon Ier lui succède mais, incapable de régner, la régence est confiée au prince Luitpold de Bavière, oncle des souverains et de la princesse Elvire. Le régent meurt en 1912. Son fils lui succède et, après avoir obtenu l'abdication du roi Othon en 1913, il est proclamé roi sous le nom de Louis III de Bavière. Comme ses pairs, il doit renoncer au pouvoir en novembre 1918. 
En 1897, l'incendie du Bazar de la Charité à Paris endeuille la maison royale de Bavière avec la mort de la duchesse d'Alençon.

### Mariage et descendance
La princesse Elvira épouse le 28 décembre 1891 au château de Nymphenburg Rudolf comte von Wrbna-Kaunitz-Questenberg und Freudenthal, né à Nemeskér le 4 juin 1864 et mort à Brno le 24 décembre 1927, chef de sa maison en 1898. Le couple a trois enfants :
- Rudolf von Wrbna-Kaunitz-Questenberg und Freudenthal (né à Munich le 26 décembre 1892 et mort à Zlín, le 3 juin 1936), succède à son père, épouse au château de Holleschau, le 19 juillet 1930, Berta Wiedemann (1892-1962), sans postérité ;
- Isabella von Wrbna-Kaunitz-Questenberg und Freudenthal (née au château de Nymphenburg à Munich, le 12 mai 1894 et morte à Salzbourg, le 19 septembre 1964), épouse 1) en 1915 Károly-Antal comte Esterházy de Galanthá (1888-1931), divorcés en 1923, puis épouse 2) en 1924 Géza comte Esterházy de Galanthá (1891-1959), frère cadet du précédent, dont postérité des deux unions  ;
- Alfons von Wrbna-Kaunitz-Questenberg und Freudenthal (né à Vienne, le 11 janvier 1896 et mort à Munich en 1976), succède à son frère aîné en 1936, épouse en 1944 Josephine Kellenberger (née en 1896 et probablement morte à Munich en 1976), sans postérité.

La famille réside au château de Holleschau en Autriche-Hongrie. Elle a à son service une préceptrice française Louise de Bettignies qui, pendant la Première Guerre mondiale devient agent secret au service de la Grande-Bretagne.

### Mort
La princesse perd sa sœur Élisabeth en 1924, son frère Alphonse en 1933 et sa sœur Claire en 1941. Veuve depuis 1927, elle meurt à Vienne le 1er avril 1943, à l'âge de 74 ans.

## Honneurs
Elvire de Bavière est :
- Dame noble de l'ordre de la Croix étoilée, Autriche-Hongrie ;
- Dame d'honneur de l'ordre de Thérèse (Royaume de Bavière) ;
- Dame de l'ordre de Sainte-Élisabeth (Royaume de Bavière) ;
- Dame noble de l'ordre de la Reine Marie-Louise  (Espagne).

## Ancêtres

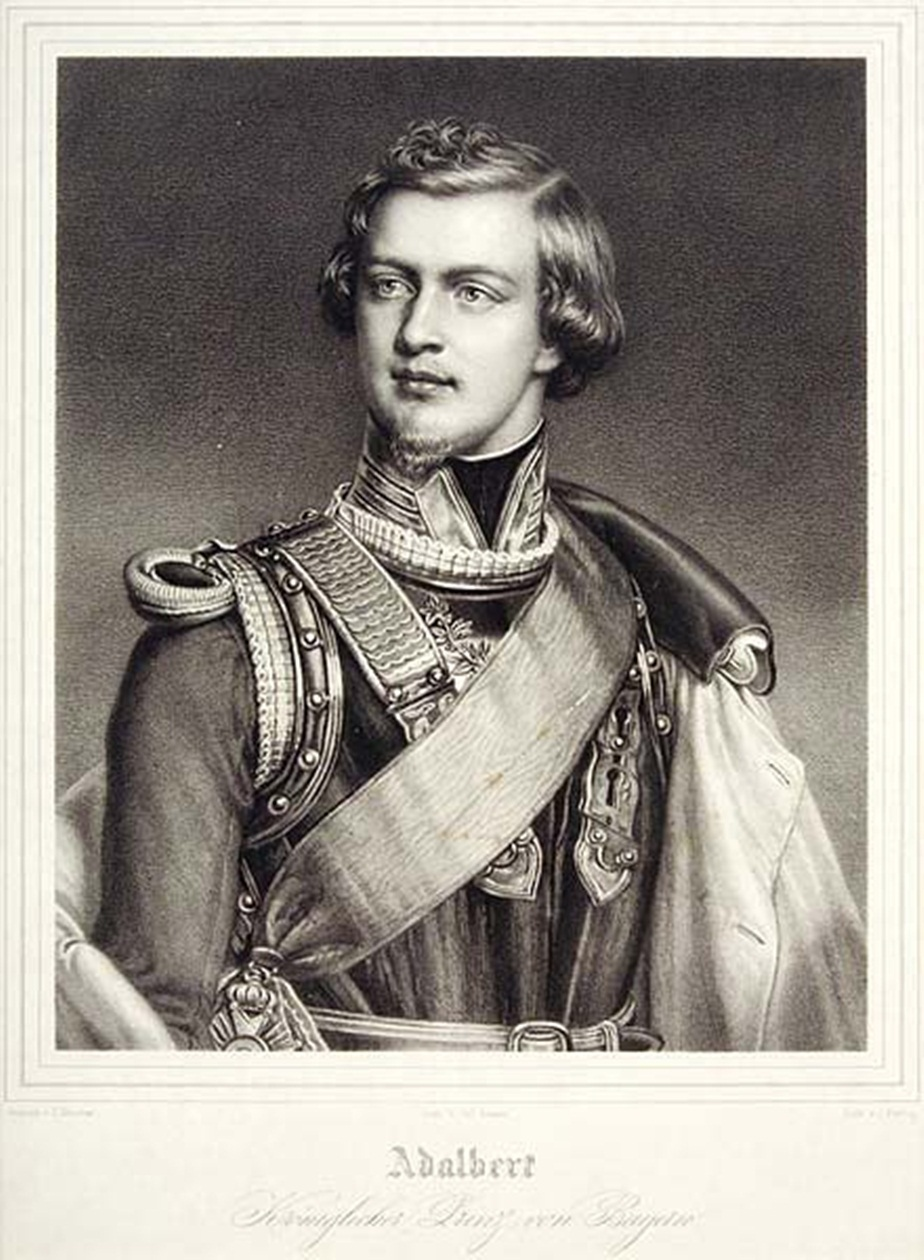
Adalbert de Bayern (1828-1875), père de Elvire de Bavière.